# エヴリデイ・イズ・ア・ワインディング・ロード
「エヴリデイ・イズ・ア・ワインディング・ロード」（Everyday Is a Winding Road）は、アメリカのシンガーソングライター・シェリル・クロウの9枚目のシングル。1996年11月にA&Mから発売された。

## 概要
- この楽曲は、彼女の2枚目のオリジナル・アルバム『シェリル・クロウ』に収録された。
- 各国の週間シングル・チャートでは、カナダで1位を記録。全米Billboard Hot 100では11位を記録した。

## 映画・テレビ・CMなどでの使用
- 映画エリン・ブロコビッチ及びフェノミナンの挿入歌として使用された。
- 日産・シルビア (S15) の前期型のCMソングとして使われていた。
- GM大宇のCセグメントセダン、ラセッティ（韓国仕様車）のCMソングとしても使用された。

## チャート
| チャート (1996–1997年)                   | 順位 |
| ---------------------------------------- | ---- |
| オーストラリア (ARIA)                    | 67   |
| カナダ トップシングルス (RPM)            | 1    |
| カナダ アダルト・コンテンポラリー (RPM)  | 8    |
| ヨーロッパ (Eurochart Hot 100)           | 51   |
| アイスランド (Íslenski Listinn Topp 40)  | 14   |
| オランダ (Single Top 100)                | 79   |
| スコットランド (Official Charts Company) | 6    |
| UK シングルス (OCC)                      | 12   |
| US Billboard Hot 100                     | 11   |
| US Adult Alternative Songs (Billboard)   | 3    |
| US Adult Contemporary (Billboard)        | 28   |
| US Adult Top 40 (Billboard)              | 4    |
| US Alternative Airplay (Billboard)       | 17   |
| US Mainstream Rock (Billboard)           | 31   |
| US Pop Airplay (Billboard)               | 5    |

| チャート (1997年)                       | 順位 |
| --------------------------------------- | ---- |
| カナダ トップ・シングルス (RPM)         | 10   |
| カナダ アダルト・コンテンポラリー (RPM) | 60   |
| 米国 ビルボードHot100                   | 60   |